# Feizula Effendi
Feizula Effendi (1639-1703) était un ecclésiastique ottoman et Cheikh al-Islam pendant la grande guerre turque et les événements ultérieurs.
Professeur de Médersa et professeur personnel des futurs sultans ottomans Moustafa II et Ahmed III. En 1686, il reçut l'ordre d'être exécuté par le sultan Mehmed IV, mais sa vie fut sauvée par la mère des deux princes ottomans — Emetullah Rabia Gülnuş. Sa punition lui échappa et en 1688 il devint Cheikh al-Islam, après que le sultan ottoman était déjà Soliman II. Pendant la rébellion de Kapıkulu, il a miraculeusement sauvé sa vie et a été envoyé en exil dans son pays natal.
L'happy hour de Feizula Effendi est venu lorsque son ancien élève est devenu un sultan ottoman — Moustafa II. En effet, Mustafa II lui a confié l'administration de l'Empire ottoman, le renvoyant d'Erzurum à Constantinople sous le nom de Cheikh al-Islam. En pratique, il commanda également les Grands Vizirs après la mort de Köprülü Hüseyin Pacha, mais à la tête de l'autorité spirituelle, il entra en confrontation sérieuse avec Köprülü Hüseyin Pacha et la famille Köprülü en général. En raison de sa politique, l'incident d'Edirne a eu lieu et le nouveau sultan Ahmed III a tenté de le sauver de la colère des janissaires en l'envoyant en Eubée, mais finalement après une série d'épreuves et de rebondissements, Feizula Effendi et son fils aîné ont été capturés par les janissaires dans la ville actuelle de Provadia. Sur le chemin du retour à Edirne, ils ont été conduits nus en disgrâce. La charia interdit l'exécution du haut clergé, mais une foule en colère à Edirne a fait sortir Feizula Effendi et son fils du cachot du palais d'Edirne et les a emmenés au marché de la ville, où ils ont été lynchés. La légende raconte que leurs corps ont été traînés dans la ville puis scandés par des prêtres orthodoxes avec des lustres. Néanmoins, la politique menée par Feizula Effendi a eu un effet à long terme avec Ère des tulipes, mais a été interrompue par la révolte de Patrona Halil.